# Escut d'Escòcia

Escut d'Escòcia

A l'escut d'armes d'Escòcia hi figura, en camper d'or, un lleó de gules, armat i lampassat d'atzur, dins un treixor doble florat i contraflorat de gules.

## Història
Les armes escoceses tenen un precedent documentat ja al segle xii, durant el regnat de Guillem I d'Escòcia. L'escut escocès va ser usat pels seus monarques fins a 1603, data en què es va produir la unió dinàstica amb Anglaterra amb Jaume VI (I d'Anglaterra), quan les armes escoceses van començar a aparèixer al costat de les angleses. 

Armes antigues dels monarques escocesos, usades fins al 1603

Les armories dels monarques escocesos al segle xvii havien evolucionat i comptaven amb diversos elements exteriors a l'escut. Aquest apareixia envoltat pel collar de l'orde escocès del Card i flanquejat per dues figures (o suports) en forma d'unicorn rampant d'argent amb crineres d'or que també va quedar incorporat a l'escut d'armes dels monarques britànics. L'escut apareixia timbrat amb la corona reial escocesa, damunt la qual se situava, com a cimera, un lleó coronat de gules que sostenia una espasa i un ceptre.
Al peu, també fora de l'escut, es col·locava una cinta amb el lema escocès: «Nemo me impune lacessit» ('Ningú m'ofèn impunement'). Alguns d'aquests elements apareixen a l'escut d'armes que els monarques britànics usen quan són a Escòcia.

## Estendard reial d'Escòcia

Estendard dels monarques d'Escòcia (fins a 1603)

Els monarques escocesos van usar, fins a la unió amb Anglaterra, com a símbol personal un estendard amb els mateixos elements que componen el camper de l'escut. Aquesta bandera, groga, és usada per la població escocesa com un dels seus símbols a pesar de no tenir actualment caràcter oficial com la bandera blava amb la creu de Sant Andreu, però és una de les quatre divisions de l'ensenya del monarca del Regne Unit.